# Saltério de São Floriano
O Saltério de Sankt Florian ou Saltério de São Floriano (em latim: Psalterium florianense ou Psalterium trilingue, em alemão:  Florianer Psalter    ou Florianspsalter, em polonês/polaco:  Psałterz floriański ou Psałterz św. Jadwigi Psałterz św. Jadwigi) é um saltério manuscrito trilíngue brilhantemente iluminado, escrito entre o final do século XIV e o início do século XV em latim, polonês e alemão. O texto polonês é a tradução mais antiga conhecida do Livro dos Salmos para esse idioma. Seu autor, primeiros proprietários e local de origem ainda não estão certos. Foi nomeado após o Mosteiro de São Floriano em Sankt Florian, uma cidade na Áustria, onde foi descoberto.

## Origens e história
Não se sabe exatamente quem foi o dono original do livro. Provavelmente pertencia a um membro feminino da Casa de Anjou (esposa ou filha de Luís I da Hungria), ou foi feito para Jadwiga da Polônia. Seu criador também é desconhecido, e até mesmo seu lugar de origem é incerto, com estudiosos vendo a Boêmia (Kłodzko) ou a Pequena Polônia (Cracóvia, ou ambas) como as prováveis regiões de origem. O texto contém vários exemplos do dialeto polonês menor central, e alguns estudiosos sugeriram que o trabalho pode ter sido realizado ou pelo menos influenciado pelo bispo Piotr Wysz.
O historiador da literatura polonesa, Julian Krzyżanowski, sugeriu que o texto é uma cópia de uma obra mais antiga, talvez o Saltério de St. Kinga (cuja própria existência ainda é contestada por estudiosos), embora tenha admitido que há poucas evidências para isso.
Foi redescoberto pelo bibliotecário local, Padre Josef Chmel, em 1827 no Mosteiro de São Floriano, na cidade de Sankt Florian perto de Linz, Áustria.  Foi publicado pela primeira vez na imprensa em Viena em 1834, pelo editor polonês Stanislaw Jan Borkowski. Em 1931, o saltério foi comprado pelo governo polonês para a Biblioteca Nacional da Polônia. Durante a Segunda Guerra Mundial, foi evacuado para a Romênia e mais tarde para a França e Canadá, e voltou para a Polônia em 1959. Em 1939, o livro inteiro foi publicado em Lwow por Ludwik Biernacki.
Atualmente, o livro é mantido na Biblioteca Nacional da Polônia em Varsóvia.

## Composição
O manuscrito contém uma tradução trilíngue dos Salmos para o latim, polonês e alemão, bem como dois prólogos de Ludolph da Saxônia, o Credo de Atanásio e partitura para vários cânticos. É ricamente ilustrado com simbologia astrológica e cristã.
O texto está dividido em três partes:
- parte um, salmos 1–101,
- parte dois, salmos 102-106,
- parte três, salmos 107-150.

Na parte inferior do verso do fólio 53, há imagens de anjos sustentando um nó de letras "m" entrelaçadas e o brasão do ramo húngaro da Casa Capetiana de Anjou, ambos símbolos associados à Rainha Edwiges da Polônia. Outras iluminações na página incluem imagens de um pavão, um morcego e wyverns.

Cada parte foi criada em um lugar diferente no tempo. A primeira parte foi provavelmente escrita no final do século XIV, enquanto a segunda e a terceira foram escritas no século XV.  Uma data fornecida para o ano em que o trabalho no Saltério começou é 1398;  outro - 1370s.  Nessas partes, as influências da língua tcheca são visíveis, já que provavelmente o saltério foi inspirado em uma publicação tcheca semelhante.
O livro tem o formato de 34,5 × 24,5 cm e pesa cerca de 4 kg. O material usado foi pergaminho.

## Significado
É a tradução mais antiga dos Livros dos Salmos para a língua polonesa.  A tradução do latim para o polonês, entretanto, é considerada muito pobre. O saltério também é o mais antigo artefato cultural da língua polonesa (zabytek) que sobreviveu até os dias modernos intacta.